# Ernst Friedrich Poppo
Ernst Friedrich Poppo (* 13. August 1794 in Guben; † 6. November 1866 in Frankfurt (Oder)) war ein deutscher Altphilologe und Pädagoge.

## Werdegang
Poppo erhielt seine Schulbildung auf dem Gymnasium seiner Heimatstadt Guben. Ab 1811 studierte er an der Universität Leipzig. Er wurde von Gottfried Hermann in seine Griechische Gesellschaft sowie von Christian Daniel Beck in das Philologische Seminar aufgenommen.
Gleich nach seiner Promotion am 2. März 1815 wurde er aufgrund seiner „Observationes criticae in Thucydidem“ habilitiert. 1816 kehrte er als Konrektor des dortigen Gymnasiums nach Guben zurück, wechselte aber kurz darauf an das Gymnasium in Frankfurt (Oder), wo er 1818 Direktor wurde und in dieser Position bis 1863 verblieb.
Neben seiner Tätigkeit als Pädagoge bereitete er auch eine Thukydides-Edition vor, die dann zwischen 1821 und 1840 in vier Abteilungen mit insgesamt elf Bänden erschien.